# Толстоклювые ягодоеды
Толстоклювые ягодоеды (лат. Rhamphocharis) — род воробьиных птиц из семейства Melanocharitidae.

## Систематика
До 2016 года род являлся монотипическим, а вид Rhamphocharis piperata считался подвидом Rhamphocharis crassirostris piperata.
Международный союз орнитологов относит к роду 2 вида птиц:
- Rhamphocharis crassirostris Salvadori, 1876 — Толстоклювый ягодоед
- Rhamphocharis piperata (De Vis, 1898)

## Описание
Rhamphocharis piperata отличается от Rhamphocharis crassirostris оперением самок.
Оба вида обитают только в лесах Новой Гвинеи (эндемики этого острова). Живут они в субтропических и тропических влажных горных лесах, питаясь фруктами и насекомыми.
МСОП присвоил обоим видам охранный статус «Виды, вызывающие наименьшие опасения» (LC).